# Cleveland Rams 1939
La stagione 1938 dei Cleveland Rams è stata la terza della franchigia nella National Football League, la quarta complessiva. Sotto la direzione del nuovo allenatore Dutch Clark, la squadra terminò con 5 vittorie, 5 sconfitte e un pareggio. Parker Hall, nella sua stagione da rookie, guidò la NFL in passaggi completati, fu secondo in yard passate e quinto in yard corse, venendo premiato come miglior giocatore della lega. Johnny Drake guidò la NFL con 9 touchdown segnati su corsa.

## Scelte nel Draft 1939
| Scelte dei Rams nel Draft 1939 |        |                         |       |                  |
| Giro                           | Scelta | Giocatore               | Ruolo | College          |
| 1                              | 3      | Parker Hall             | TB    | Mississippi      |
| 2                              | 13     | Gaylon Smith            | FB    | Rhodes           |
| 3                              | 18     | Elmer Tarbox            | B     | Texas Tech       |
| 4                              | 28     | Wally Garard            | T     |                  |
| 5                              | 33     | Eddie Gatto             | T     | LSU              |
| 6                              | 43     | Barney McGarry          | G     | Utah             |
| 7                              | 53     | Jerry Dowd              | C     | St. Mary's (CA)  |
| 8                              | 63     | Warren (Bronco) Brunner | B     | Tulane           |
| 9                              | 73     | Lew Bostick             | G     | Alabama          |
| 10                             | 83     | Frank Petrick           | E     | Indiana          |
| 11                             | 93     | Sid Roth                | G     | Cornell          |
| 12                             | 103    | Chet Adams              | T     | Ohio             |
| 13                             | 113    | Joel Hitt               | E     | Mississippi Col. |
| 14                             | 123    | John Ryland             | C     | UCLA             |
| 15                             | 133    | Ben Friend              | T     | LSU              |
| 16                             | 143    | Gordon Reupke           | B     | Iowa St.         |
| 17                             | 153    | Mike Perrie             | QB    | St. Mary's (CA)  |
| 18                             | 163    | Alex Atty               | G     | West Virginia    |
| 19                             | 173    | Bill Lane               | B     | Bucknell         |
| 20                             | 183    | Paul Graham             | B     | Indiana          |

## Calendario
| Stagione regolare |                      |           |
| Turno             | Avversario           | Risultato |
| 1                 | at Chicago Bears     | S 30–21   |
| 2                 | at Brooklyn Dodgers  | S 23–12   |
| 3                 | at Green Bay Packers | V 27–24   |
| 4                 | Chicago Bears        | S 35–21   |
| 5                 | at Detroit Lions     | S 15–7    |
| 6                 | at Chicago Cardinals | V 24–0    |
| 7                 | Pittsburgh Pirates   | P 14–14   |
| 8                 | Chicago Cardinals    | V 14–0    |
| 9                 | Detroit Lions        | V 14–3    |
| 10                | Green Bay Packers    | S 7–6     |
| 11                | Philadelphia Eagles  | V 35–13   |

## Classifiche
| NFL Western Division |   |    |   |      |     |     |     |     |
|                      | V | S  | P | %    | DIV | PF  | PS  | STR |
| Green Bay Packers    | 9 | 2  | 0 | .813 | 6–2 | 233 | 153 | V4  |
| Chicago Bears        | 8 | 3  | 0 | .727 | 6–2 | 298 | 157 | V4  |
| Detroit Lions        | 6 | 5  | 0 | .545 | 4–4 | 145 | 150 | S4  |
| Cleveland Rams       | 5 | 5  | 1 | .500 | 4–4 | 195 | 164 | V1  |
| Chicago Cardinals    | 1 | 10 | 0 | .091 | 0–8 | 84  | 254 | S8  |

Nota: I pareggi non venivano conteggiati ai fini della classifica fino al 1972.